# 三宅康直

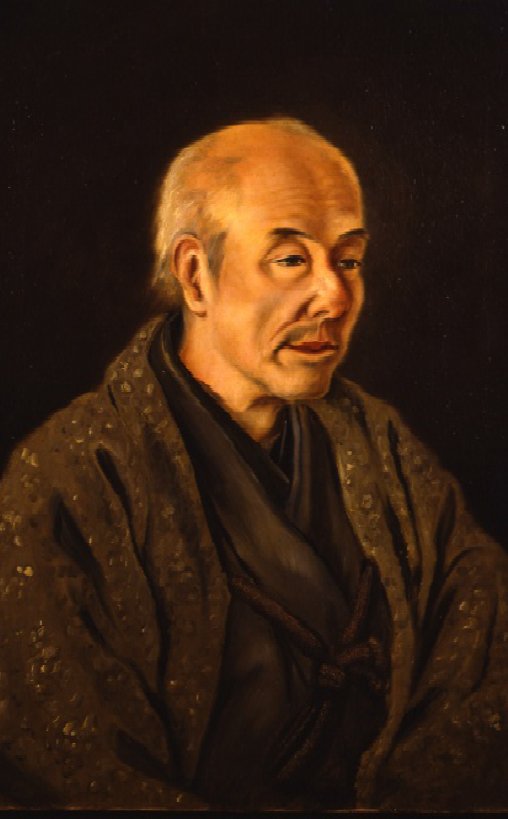
三宅康直像（高橋由一筆）

三宅 康直（みやけ やすなお、文化8年7月24日（1811年9月11日）- 明治26年（1893年）8月9日）は、江戸時代後期の大名。三河国田原藩の第11代藩主。田原藩三宅家14代。
播磨国姫路藩藩主・酒井忠実の六男。母は忠実の側室・於満寿。正室は西尾忠善の娘、継室は本庄宗秀の養女（本庄道貫の娘）。子に酒井忠顕（長男）、酒井忠敬（三男）、竹腰正旧（四男）、娘（酒井忠彰正室）、娘（三宅康保正室）、娘（水野忠幹継々室）ら。官位は従四位、土佐守。号は王春、巴翁。幼名は稲若。

## 生涯
文政10年（1827年）、先代の藩主・三宅康明が嗣子無くして病死した。取次格の渡辺崋山は康明の弟の友信に跡を継がせようとしたが、家臣団の多くは酒井忠実の子である稲若を養嗣子として迎え、その持参金で長年困窮にあえぐ田原藩財政を救おうと考えた。このため、崋山が推薦する友信を押さえる形で、翌文政11年（1828年）に康直が次の藩主として迎えられた。1828年（文政11年）とその翌年に田原城下が大火にみまわれたため、康直は持参金を被災民への成木や食料などに充て、自らは倹約に励んだ。
もとより悪化していた田原藩の財政であったが、1830年（天保元年）に幕府より日光祭礼奉行に任じられ日光代参を挙行したため、藩財政はさらに悪化し、改革の必要が迫られた。そこで康直は天保3年（1832年）、崋山を年寄役に任じて改革を行なうことにした。崋山はまず、田原藩の災難の解決を図った。この頃、田原藩では領民が難破した他国船の積荷を奪った事件や、他国の商人が巧みに介入して藩領で新田開発を企てるなど、様々な問題があった。崋山はこれらを交渉をもって解決したのである。また、康直と崋山は協力して、2人扶持の支給や格高分合制という人材登用制度などを新たに取り入れた。特にこの人材登用制は、有能な人材であれば家格にかかわらず重く登用するという先進的なものであった。また、崋山は農政学者・大蔵永常を招聘して甘藷（サツマイモ）、櫨、椿などの商品性の高い農産物の育成を奨励した。
ところが、康直と崋山の改革は思わぬところから挫折する。ひとつは、天保の大飢饉に領内が襲われたことである。食糧備蓄庫である報民倉があらかじめ準備されていたことなど、崋山の手腕により田原藩では一人の餓死者を出すこともなく収まったが、藩における被害は大きかった。
さらに崋山が幕府のお尋ね者である高野長英や小関三英と交友を持ち、洋学に傾き始めたのも一因である。この頃、日本近海に異国船が次々と出没していたが、幕府はその対策として異国船打払令を出していた。崋山はこれを無謀と批判して『慎機論』を著わしたが、崋山はこれにより入牢の上、国許での蟄居を命じられた（蛮社の獄）。崋山は康直に罪が降りかかることを恐れ、天保12年（1841年）に自殺した。
その功あってか、康直は同年12月奏者番に就き、1849年（嘉永2年）に病を得て辞するまで勤める。崋山の死により改革は停滞したが、1842年（天保13年）に康直は高島秋帆から砲術を学んだ藩士村上範致に洋式大砲と火薬の製造を命じ、1843年（天保14年）に波瀬村に台場を築き海防を強化し、1850年（嘉永3年）には藩の軍制を西洋式に改めた。同年11月、隠居して家督を娘婿の康保に譲り、明治26年（1893年）8月9日に83歳で死去した。墓所は愛知県田原市北番場の霊巌寺。

## 後継者問題
崋山には三宅氏入嗣のときに反対されたが、崋山とは友人関係のように仲が良かったという。崋山は三宅氏の血筋が絶えることを惜しみ、養子縁組に際してこれを取り仕切った姫路藩の家老に対し、康直の後継にはその息子ではなく三宅康保（三宅友信の長男）を継がせることを条件とし、承知させている。ところが崋山が死去し、康保に強力な後ろ盾がなくなると、康直は崋山の政敵であった国家老鈴木弥太夫らととも、実子を後継者にしようと画策した。危機感を覚えた重臣の真木定前は、参勤交代の途中の遠江・金谷宿（現在の静岡県島田市金谷町）でこれを諌めるべく切腹した。村上範致による諫言もあり、康直は再び康保を後継者とすることとし、鈴木弥太夫に蟄居処分を下した。

## 系譜
父母
- 酒井忠実（実父）
- 於満寿 ー 側室（実母）
- 三宅康明（養父）

正室、継室
- 西尾忠善の娘（正室）
- 本庄宗秀の養女 ー 本庄道貫の娘（継室）

子女
- 酒井忠顕（長男）生母は正室
- 酒井忠敬（三男）
- 竹腰正旧（四男）
- 酒井忠彰正室
- 三宅康保正室
- 水野忠幹継々室

養子
- 三宅康保 ー 三宅友信の長男